# 柏木行雲
柏木 行雲（かしわぎ こううん、1999年7月9日 - ）は、日本の和太鼓奏者、イベントプロデューサー。
LUCKY Studio代表。宮崎県出身、鹿児島県在住。

## 略歴

### 幼少期・学生時代
1999年7月9日、宮崎県に生まれる。幼少期は都城市で過ごし、聖ドミニコ学園幼稚園に通園。保育活動の一環として和太鼓に触れ、年長時に太鼓研修センター響の研修生となる。
2006年頃、都城市立上長飯小学校に入学。
2009年、小学4年時に鹿児島市立宮川小学校へ転校。橘太鼓響座の岩切邦光の紹介で、和太鼓雷塾・松元和敏に師事。弟・柏木一景とともに「和太鼓雷塾 村田兄弟」を結成。
2012年、鹿児島市立宮川小学校を卒業し、鹿児島市立皇徳寺中学校に進学。妹・柏木華乃をグループに加え「和太鼓雷塾 村田兄弟妹」と改名。九州を拠点に本格的な演奏活動を開始。同年、日本太鼓ジュニアコンクール鹿児島県大会で入賞し、九州大会に出場。
2014年、八女星の村太鼓まつりにて鹿児島県代表チームとして出演。
2015年、皇徳寺中学校を卒業し、沖縄県立西原高等学校文理科に進学。生徒会活動やバンドでのドラム演奏、イベント企画などに取り組む。
高校1年時にプロドラマー・弓座志簡に出会い、弟子入り。ライブ活動のほか、コミュニティFMでのラジオ番組出演や地域イベントの企画にも関わる。
2016年、沖縄の歌手・イクマあきらが手がけた舞台作品『伝説の鬼武蔵 -legend-』に篠笛奏者として楽曲参加。
2017年、全国エイサー大会にゲスト出演。
2018年、沖縄県立西原高等学校を卒業。卒業後も沖縄に残り、バンド活動を継続。

### 社会人としての活動
2020年、鹿児島県曽於市観光協会に入社。地域観光振興やイベント運営などに従事。
2025年3月、観光協会を退職。同年4月、宝くじ「幸運アンバサダー」に選出される。  同時に、鹿児島県にてイベント総合企画会社「LUCKY Studio」を立ち上げ、代表として本格的なプロデュース活動を開始。
現在は鹿児島県を拠点に、演奏活動・イベント企画など幅広く活動している。

## 活動概要
- 和太鼓奏者としての伝統芸能への貢献に加え、ラジオ、イベント運営・プロデュースと多方面で活動。
- 鹿児島県を拠点に展開する「LUCKY Studio」では、地域活性、芸能企画、音楽フェスなどを手がける。